# 21 mars dans les chemins de fer
21 février 21 avril
Chronologies thématiques
- Croisades
- Sports
- Disney

Cette page concerne les événements qui se sont déroulés un 21 mars dans les chemins de fer.

## Événements

### XXesiècle
- 1900.  France :   Déclaration d'utilité publique du premier réseau des Chemins de fer des Côtes-du-Nord.

- 1912.  France :   Ouverture de la ligne isolée de La Rivière de Mansac à Juillac (27km), des Tramways de la Corrèze.

- 1932.  France :   La compagnie des chemins de fer de l'Est met les premières Michelines en service régulier sur la ligne Charleville-Givet.

- 1947.  France :   Ouverture de la station Ourcq de la ligne 5 du métro de Paris.

- 1948.  France :   Loi de création de l'Office Régional des Transports Parisiens, nouvelle autorité de tutelle du réseau, et la Régie autonome des transports parisiens (RATP)[1].

- 1955.  Europe :   Accord relatif à l'établissement de tarifs directs internationaux ferroviaires dans le cadre de la CECA (Communauté européenne du charbon et de l'acier).

## Décès
- 1885.  France :   mort de Paulin Talabot, à Paris[2].